# Matthias Christian Rabbethge

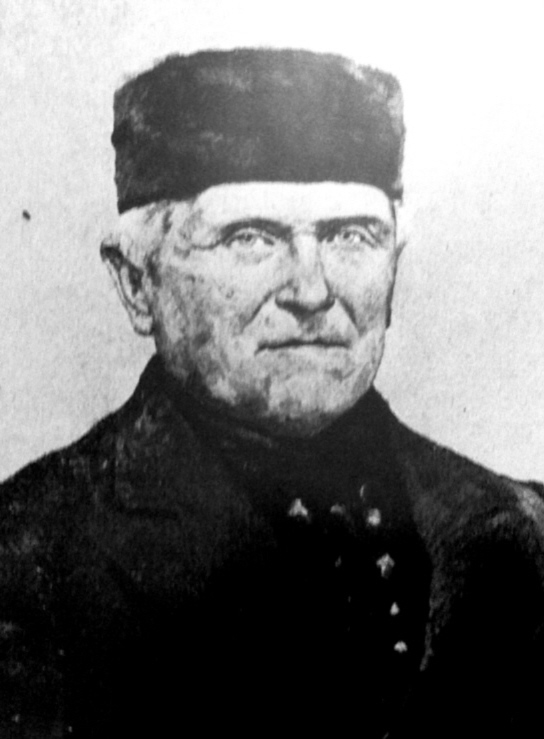
Matthias Christian Rabbethge

Matthias Christian Rabbethge (* 1. März 1804 in Klein Rodensleben; † 26. Dezember 1902 in Klein Wanzleben) war ein deutscher Zuckerrübenzüchter und Zuckerfabrikant.

## Leben
Als jüngstes von sieben Geschwistern musste Rabbethge schon früh in der väterlichen Landwirtschaft mitarbeiten. Nach dem Tod seines Vaters übernahm er 1825 gemeinsam mit der Mutter diese Landwirtschaft.
1847 erwarb er im nahegelegenen Klein Wanzleben einen 212 Morgen großen Hof, zu dem auch ein Aktienanteil an einer kleinen ortsansässigen Zuckerfabrik gehörte. Diese Zuckerfabrik war im Zuge der Verbreitung der Zuckerraffinadetechnologie aus Rüben nach Franz Carl Achard 1838 durch 19 ortsansässige Landwirte und Gewerbetreibende gegründet worden.

## Die Zuckerfabrikation
Ab Mitte des 19. Jahrhunderts hatte der preiswerte Rübenzucker den teuren Rohrzucker als nahrhaften Energiespender für die breite Masse der Bevölkerung weitestgehend ersetzt, stand jedoch noch immer nicht in ausreichender Menge zur Verfügung. Rabbethge, der die ökonomischen Möglichkeiten des Zuckerrübenanbaus auf den fruchtbaren Böden der Magdeburger Börde und damit der Zuckerproduktion erkannt hatte, erwarb in der Folgezeit zusammen mit seinem späteren Schwiegersohn Julius Giesecke (ab 1858 Ehemann seiner Tochter Marie) die Anteile der übrigen Aktionäre. Ab 1864 firmierte die Zuckerfabrik zunächst als Offene Handelsgesellschaft Rabbethge & Giesecke, 1865 wurde sie in eine Aktiengesellschaft umgewandelt und firmierte fortan unter Zuckerfabrik Klein-Wanzleben vormals Rabbethge & Giesecke Aktiengesellschaft. Rabbethge suchte fortlaufend nach technischen Verbesserungen in der Zuckerfabrikation, parallel dazu vergrößerte er die Anbauflächen durch Erwerb und Pacht. Gegen Ende des 19. Jahrhunderts hatte sich das Unternehmen zu einem der größten landwirtschaftlichen Betriebe in der Provinz Sachsen entwickelt.

## Die Zuckerrübenzucht in Klein Wanzleben
Sein größtes Verdienst war jedoch zusammen mit seinen Söhnen Matthias jun. und Karl, beide hatten Agrarwissenschaft studiert, durch Zucht eine Verbesserung der Rübenqualität hinsichtlich ihres Zuckergehaltes zu erreichen. Die zur Samengewinnung zu benutzenden Rüben wurden ab 1859 mit Hilfe der Ermittlung des spezifischen Gewichtes nach dem Zuckergehalt ausgewählt. Ab 1862 erfolgte die Nachprüfung der so ausgewählten Rüben mittels der polarimetrischen Zuckergehaltsbestimmung.
Diese Zuchterfolge waren so beachtlich, dass sich parallel zu Anbau und Raffinade eine Saatzuchtfabrikation entwickelte. Die Klein Wanzlebener Original wurde zu einer der ertragreichsten und beliebtesten Sorten, bereits 1910 wurde von Klein Wanzleben aus rund ein Drittel des Weltbedarfs an Rübensamen gedeckt. Der Klein Wanzlebener Typ ist bis heute Stammvater fast aller Zuckerrübensorten, die weltweit angebaut werden.
Aus diesem Saatzuchtbetrieb entwickelte sich ab 1951 die Kleinwanzlebener Saatzucht, die nach mehrfachen Umbenennungen seit 2019 als KWS SAAT SE & Co. KGaA firmiert.